# Edwin Schal
Edwien Reinier Schal, beter bekend als Wiene Schal (3 oktober 1943), is een Surinaams oud-voetballer die zijn carrière begon als aanvaller voor SV Transvaal in de Hoofdklasse. Ook speelde hij voor het Surinaams elftal. Hij speelde jarenlang als spits en werd aan het aan het eind van zijn carrière vaak ingezet als verdediger.

## Carrière
Schal begon zijn carrière op het Sportcentrum Plein van 12 mei in Paramaribo bij de jeugdopleiding van SV Tuna.

### SV Transvaal
Hij stapte over naar SV Transvaal, waar hij opklom bij de jeugd, vervolgens in het reserveteam voetbalde en in 1966 debuteerde in eerste team. Transvaal behaalde met hem de landstitel, de regionale Caribische titel en de halve finales van de CONCACAF Champions Cup 1970. In 1973 werd Transvaal ongeslagen winnaar van de Hoofdklasse en won de club eveneens het Caribisch kampioenschap en de CONCACAF Champions Cup 1973 nadat Deportivo Saprissa uit Costa Rica zich terug had getrokken uit het toernooi. Schal eindigde het seizoen als topscorer van de Hoofdklasse met 20 doelpunten, een prestatie die hij in 1968 ook al had bereikt, toen samen met zijn teamgenoot Roy Vanenburg met elk 14 doelpunten.
Hij was vijftien jaar aanvoerder van SV Transvaal en hielp de club aan de landstitels van 1968, 1969, 1970, 1973 en 1974, en won twee keer de CONCACAF Champions' Cup, de tweede keer in 1981 toen Transvaal Atlético Marte uit El Salvador met 2-1 versloeg in de finale. 
Met Transvaal speelde hij zijn laatste internationale wedstrijd op 7 oktober 1979 tegen Santa Cruz FC uit Brazilië. De wedstrijd werd verloren met 1-5.

### Surinaams elftal
Schal maakte zijn internationale debuut voor het Surinaams elftal op 10 juni 1966 tijdens de Coupe Duvalier tegen Trinidad en Tobago. De wedstrijd werd met 3-2 verloren in het Sylvio Catorstadion in Port-au-Prince, Haïti. Hij scoorde zijn eerste doelpunt tegen Haïti drie dagen later in een 4-1 overwinning. Suriname eindigde in het toernooi uiteindelijk als tweede. Hij speelde een integrale rol in kwalificatierondes van de WK van 1970, 1974 en 1978. In 1978 hielp hij Suriname aan de winst van het  CFU-kampioenschap dat in Trinidad en Tobago werd georganiseerd.

### Overig
Wiene Schal werd tweemaal uitgeroepen tot Voetballer van het Jaar, in 1968 en 1972.
Hij gaf in 1977 een belangrijke impuls aan het opstarten van georganiseerd damesvoetbal. Meer dan tien jaar was hij trainer Oema Soso, de meest succesvolle voetbalclub voor dames. Ook was hij van 1979 tot 1981 trainer voor het mannenelftal van Transvaal.
Sinds 1998 was hij sportcommentator en actief in andere rollen voor QN Sports. De televisiezender bekroonde hem in 2019 met de Lifetime Achiement Award voor zijn uitgebreide werk op de televisie. In 2021 kreeg hij een ereplaats op de Iconenkalender van NAKS.